# PY Vulpeculae

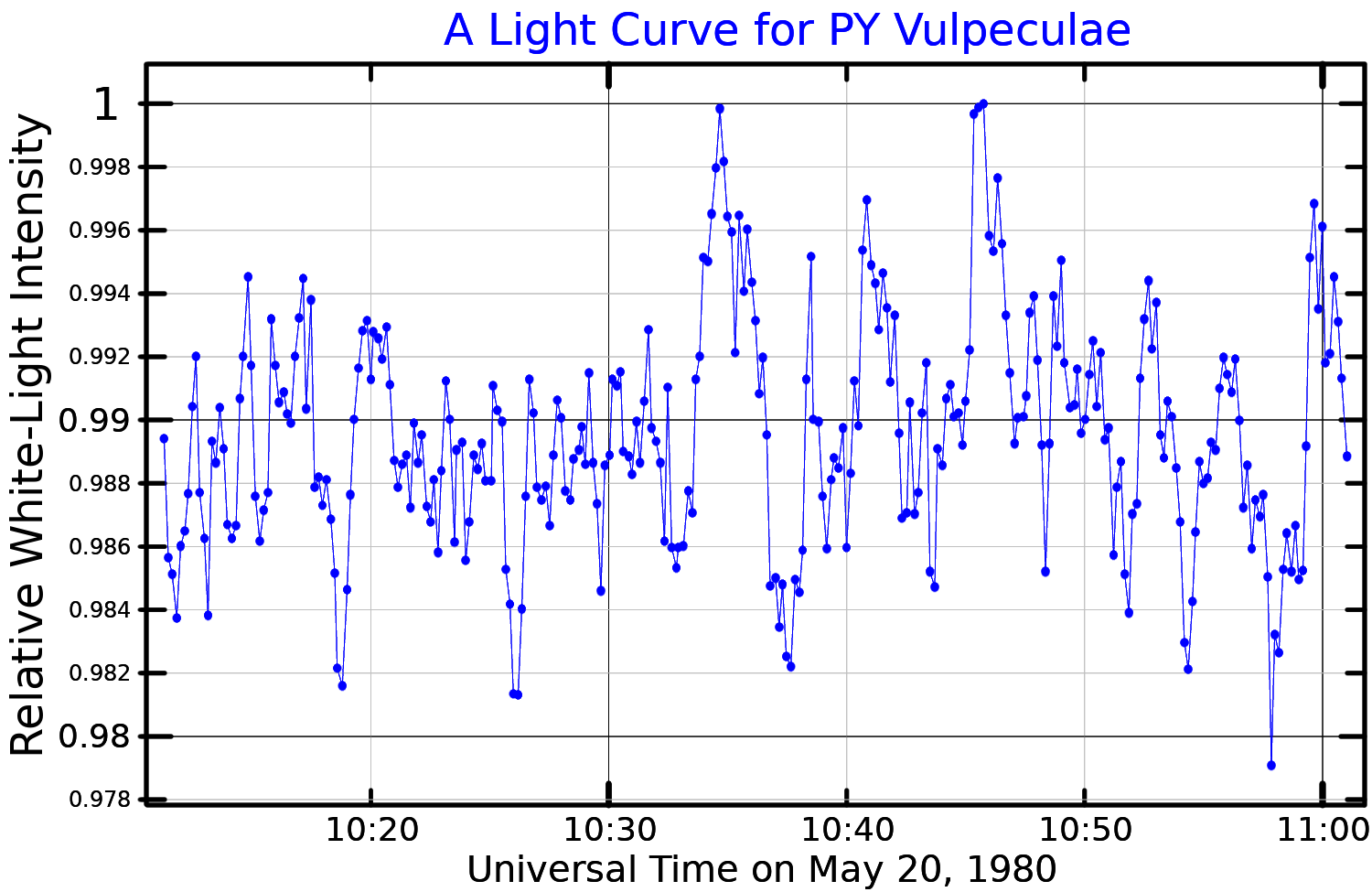
Curva de luz de PY Vulpeculae.

PY Vulpeculae (PY Vul) é uma estrela anã branca pulsante na constelação de Vulpecula.